# Vaccinium selerianum
Vaccinium selerianum är en ljungväxtart som först beskrevs av Ludwig Eduard Loesener, och fick sitt nu gällande namn av Herman Otto Sleumer. Vaccinium selerianum ingår i Blåbärssläktet, och familjen ljungväxter. Inga underarter finns listade i Catalogue of Life.